# Атомоход
Атомохо́д (атомен плавателен съд) е общо название на съдове с ядрена енергетична установка, осигуряваща хода на съда.
Има граждански атомоходи (атомни ледоразбивачи, транспортни съдове) и военни (самолетоносачи, подводни лодки, крайцери, тежки фрегати).

## Ядрена съдова енергетична установка
Ядрена съдова енергетична установка (корабен ядрен енергоблок) – съвкупност от устройства за получаване на топлинна, електрическа или механична енергии като резултат от управляема ядрена реакция, осъществявана в ядрен реактор. Корабните (съдовите) ядрени енергоблокове, а също плаващата атомна електрическа централа, заедно с един или няколкото реактора включват такива елементи, като парогенератори, парни турбини, задвижвани от тях електрически генератори, а също тръбопроводи, помпи и друго спомагателно оборудване.
Безопасността на обслужващия персонал се осигурява чрез използването на биологическа защита и системи за контрол над режима на работа на ядрения реактор.
Парогенераторите, парните турбини са едни от основните компоненти на съдовите ядрени енергоблокове, което технически прави атомоходите параходи (а именно – турбоходи) и електроходи. Разликата е, че при атомоходите като източник на топлинната енергия за парогенераторите са ядрени реактори.

## История
- Първият в света атомоход е подводната лодка „Наутилус“ (USS Nautilus (SSN-571)), (1954, САЩ)
- Първият съветски атомоход е подводната лодка „Ленинский комсомол“ (1958)
- Първият в света граждански атомоход е ледоразбивачът „Ленин“ (1959, СССР).
- Първият в света военен надводен атомоход е ракетният крайцер „Лонг Бийч“ (USS Long Beach (CGN-9)), (1961, САЩ).
- Първият в света самолетоносач с ядрена силова установка е самолетоносачът „Ентърпрайз“ (USS Enterprise (CVN-65)), (1961, САЩ).
- Първият военен съветски надводен атомоход е крайцерът „Киров“ (1980).

## Граждански съдове с ЯСУ
- Атомен ледоразбивач
- Муцу (кораб, 1964)
- Ото Хан (кораб, 1964)
- Савана (кораб, 1959)
- Севморпут (лихтеровоз, 1986)
- ССВ-33 „Урал“

## Военни съдове с ЯСУ
Понастоящем практически всички големи военни съдове имат атомна силова установка, виж:
- Атомен самолетоносач;
- Атомна подводна лодка;
- Атомен ракетен крайцер.

Това им дава практически неограничена далечина на плаване и възможност продължително да поддържат близка до максималната скорост. В същото време, въпросите свързани с бойната устойчивост, живучестта и, особено, безопасността за собствения екипаж на кораба с ЯСУ, участващ в бойни действия, си остават открити.